# Piovene (famiglia)
I Piovene furono una famiglia aristocratica vicentina.

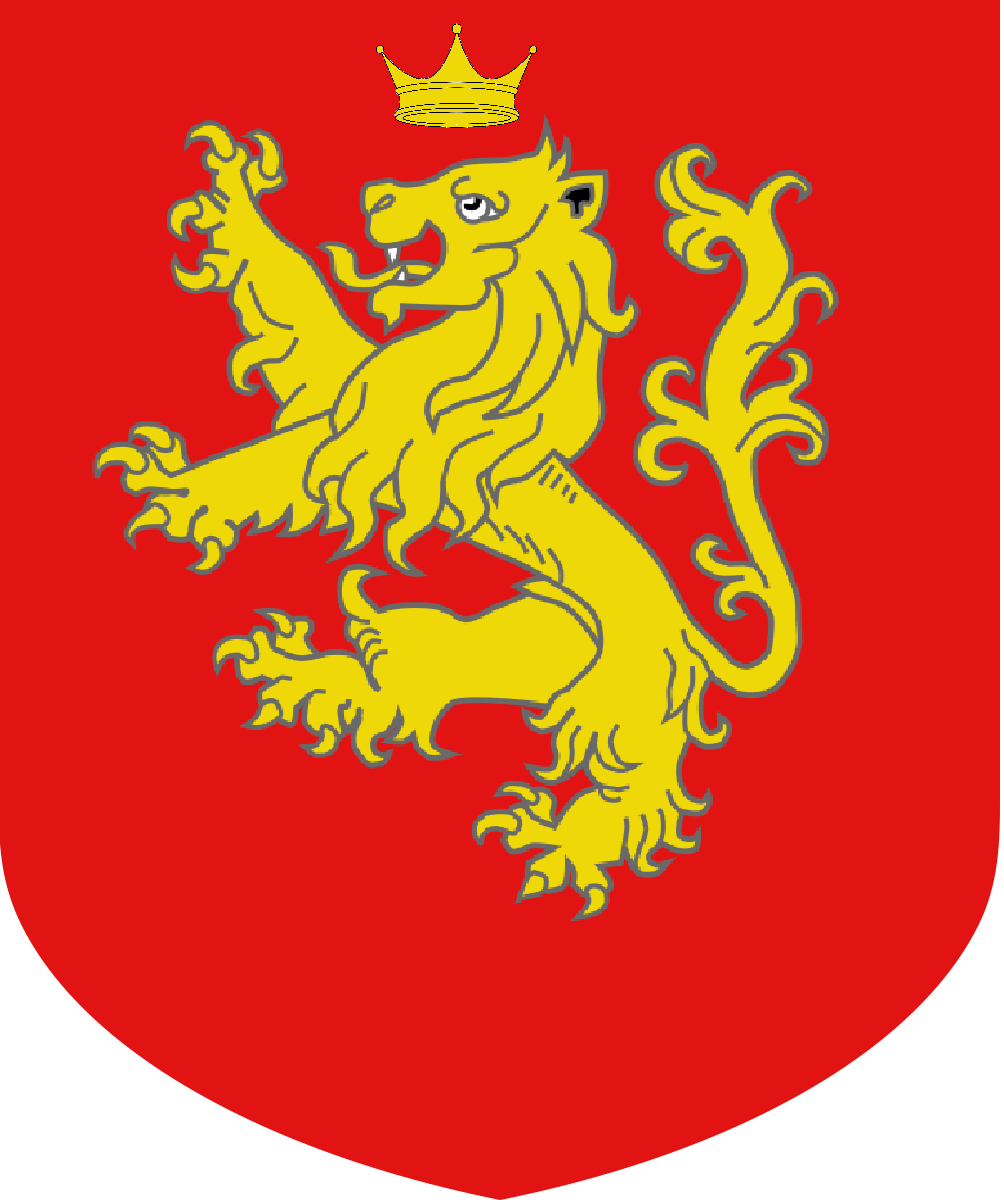
Stemma Piovene

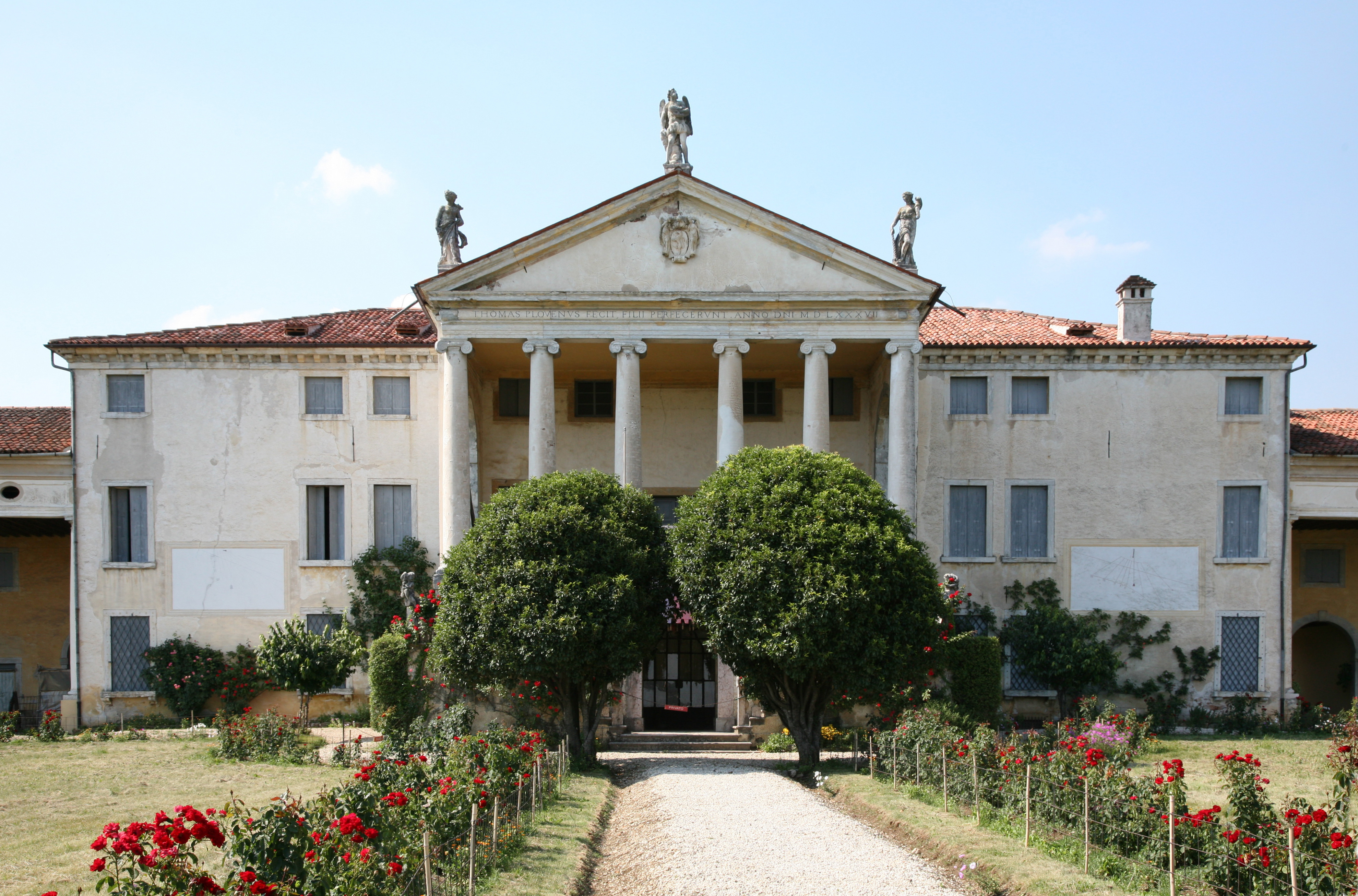
La palladiana Villa Piovene, a Lonedo di Lugo di Vicenza

## Storia
La famiglia trae il nome da Piovene, oggi Piovene Rocchette, un piccolo centro del Vicentino dove fin dal basso medioevo e in età moderna avevano vasti possedimenti. Fecero parte della nobiltà di Vicenza ancor prima che la città si sottomettesse alla Repubblica di Venezia (1404) ed erano decorati con il titolo di conti da tempo immemorabile.
La famiglia si distinse anche sotto la Serenissima dando un gran numero di comandanti militari, uomini politici e ambasciatori: tra essi spicca Guido Piovene, signore di Drosia che, nel secolo XVI, conseguì per sé e per la propria discendenza varie prerogative militando al servizio di sovrani europei, quali i duchi di Savoia, i re di Francia e l'imperatore Carlo V.
Il 31 gennaio 1654 fu aggregata al patriziato veneziano versando centomila ducati per rimpinguare le casse dello Stato impegnato nella guerra di Candia. Nel marzo 1797 le venne riconosciuto anche l'antico titolo comitale.
Dopo la caduta della Serenissima e l'istituzione del Regno Lombardo-Veneto, con SS. RR. del 18 dicembre 1817 e del 14 luglio 1820 il governo imperiale austriaco confermò alla famiglia Piovene rispettivamente la nobiltà e la dignità di conti dell'Impero d'Austria. Un ramo collaterale di questo casato, non aggregato al patriziato veneziano ma iscritto al Consiglio nobile di Vicenza, ottenne la conferma della propria nobiltà con le SS. RR. 25 agosto 1811, 5 maggio e 22 settembre 1820.

## Membri illustri
- Cesare Piovene (1533 – 1570), militare
- Guido Piovene (1907 – 1974), scrittore e giornalista

## Luoghi e architetture
A Vicenza:

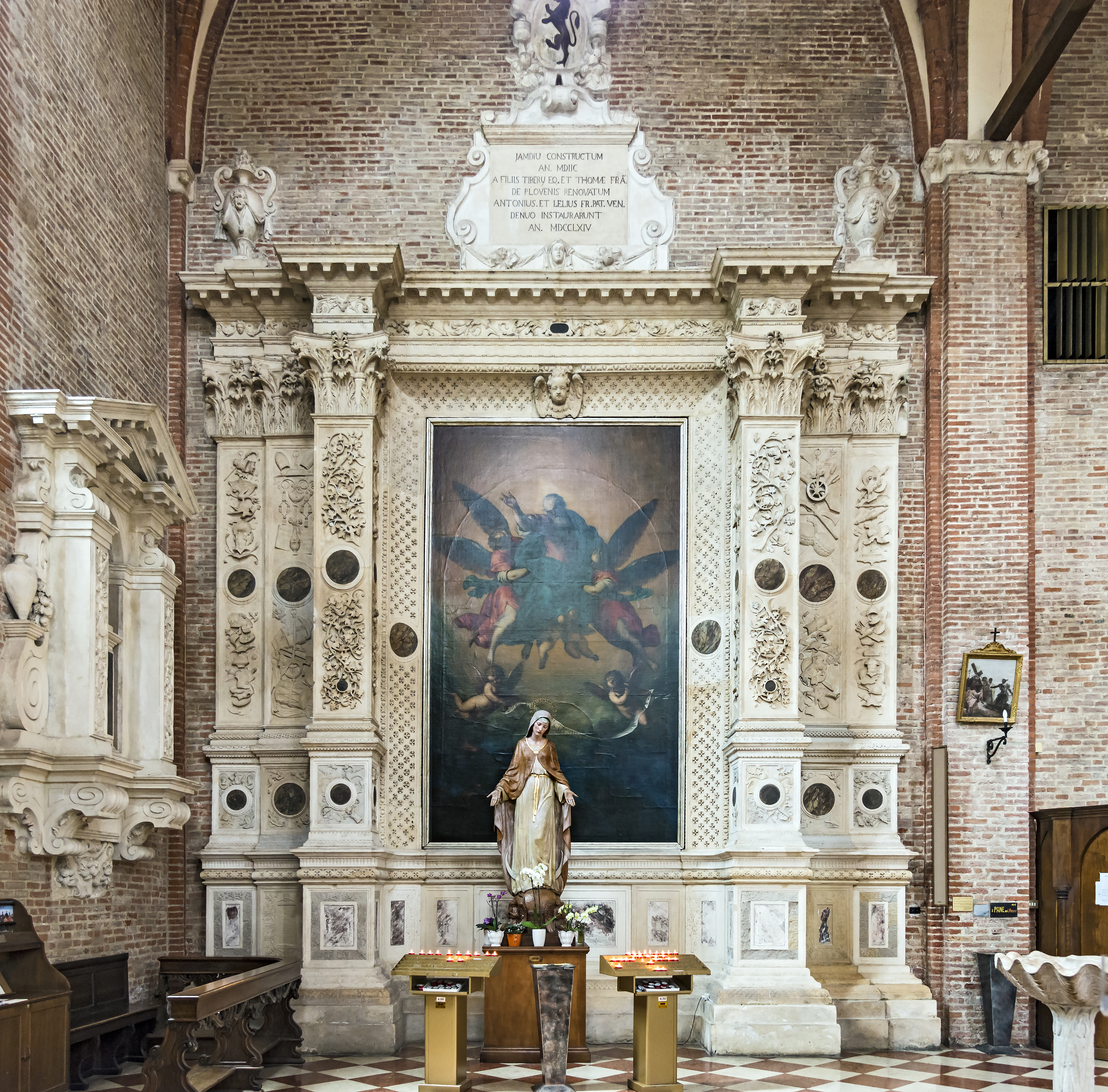
Vicenza, Chiesa di San Lorenzo, Altare della famiglia Piovene

- Palazzo da Porto Piovene, in corso Palladio
- Palazzo Piovene Orgian, in contrà Riale, angolo stradella San Giacomo: architettura severa di fine Seicento e inizio Settecento, opera dell'architetto vicentino Giuseppe Marchi
- Palazzo Piovene, in contrà San Faustino 17, realizzato su disegno di Carlo Greco nel 1823
- Palazzo Barbieri Vajenti Piovene Cicogna, in contrà San Marco 41
- Palazzetto Franceschini Piovene, in contrà Porti 24
- Palazzo Sesso Piovene, in contrà Zanella
- Palazzo Piovene all'Isola, sul Retrone, costruito nel 1569 nell'ambito di una complessiva riqualificazione di tutta l'area mercantile dell'Isola, demolito nel 1818
- Palazzo Piovene, demolito, sul sito ora occupato da palazzo Repeta, in piazza San Lorenzo
- Altare Piovene, nella navata sinistra della chiesa di San Lorenzo, a Vicenza

Nella provincia di Vicenza:
- Villa Piovene a Castelgomberto
- Villa Nervi Negri Piovene, a Mussolente
- Villa Piovene, a Lonedo di Lugo di Vicenza
- Villa Fracanzan Piovene, a Orgiano
- Villa Godi Piovene, a Grumolo delle Abbadesse
- Villa Piovene, a Brendola

A Venezia:
- Palazzo Soranzo Piovene, a Cannaregio